# نتسوو
نتسوو (به آلمانی: Neetzow) یک منطقهٔ مسکونی در آلمان است که در Neetzow-Liepen واقع شده‌است. نتسوو ۵۷۸ نفر جمعیت دارد.